# Noord-Beveland
Noord-Beveland (phát âmⓘ) là một đô thị ở tây nam Hà Lan trước đây là một hòn đảo, nay là bán đảo Walcheren-Zuid-Beveland-Noord-Beveland.

## Các trung tâm dân cư
- Colijnsplaat
- Geersdijk
- Kamperland
- Kats
- Kortgene
- Wissenkerke